# Pawężowate

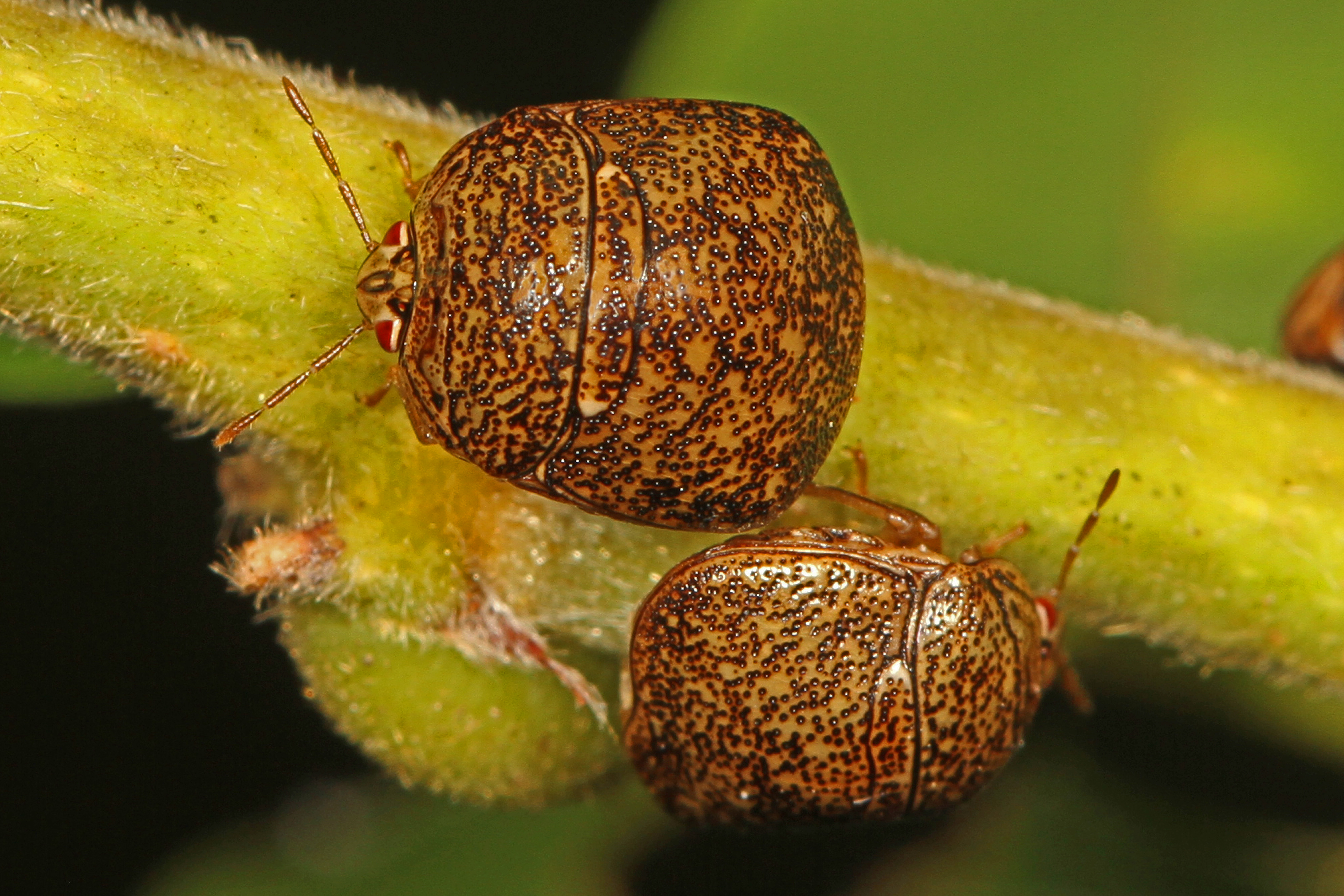
Megacopta cribraria

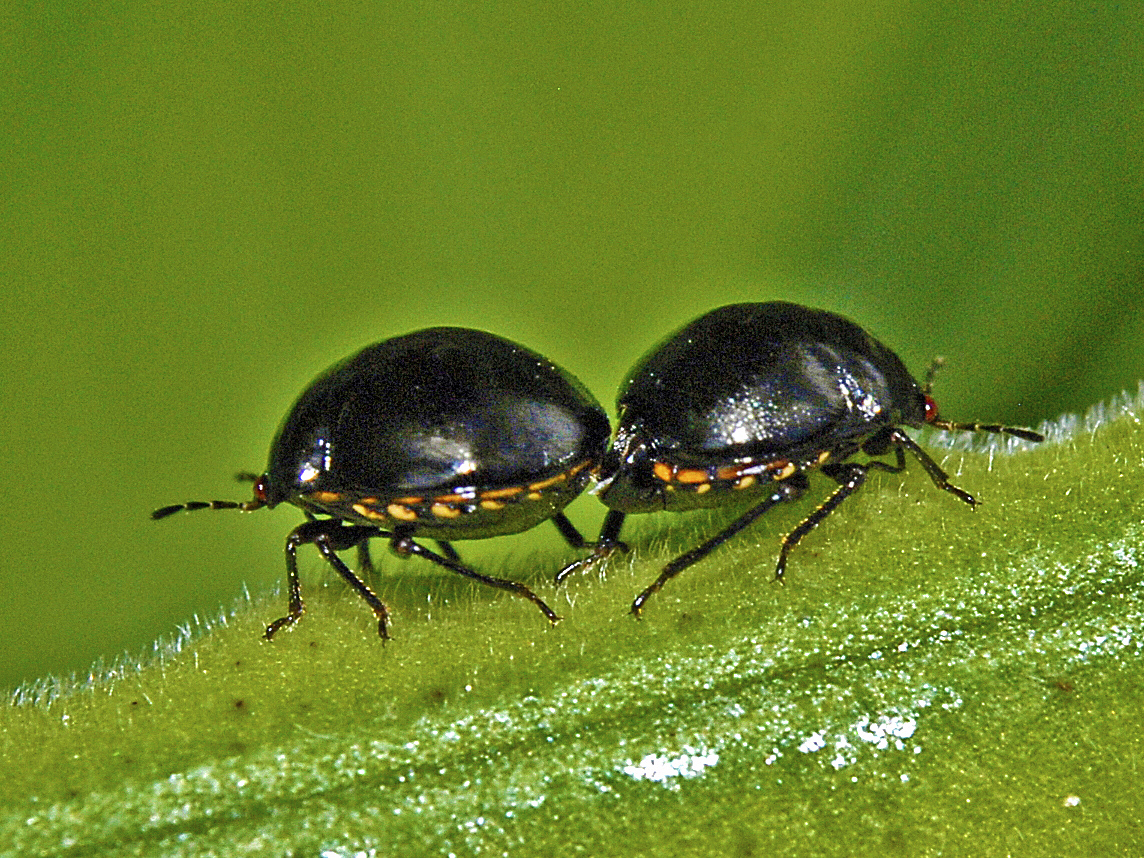
Kopulująca parka pawęży ziołówek

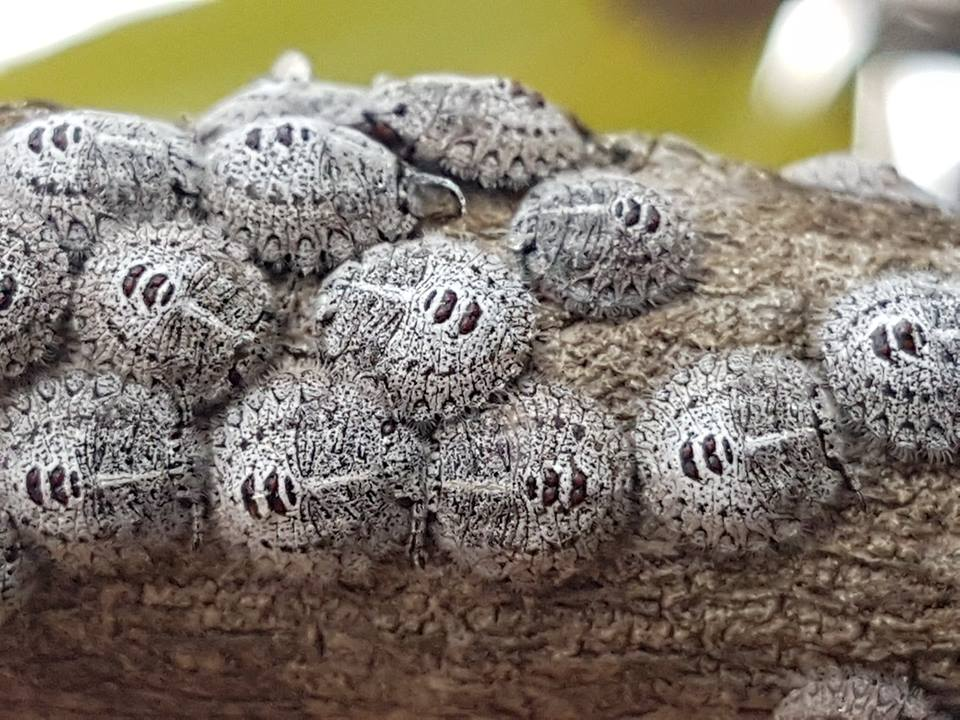
Larwy Libyaspis wahlbergi

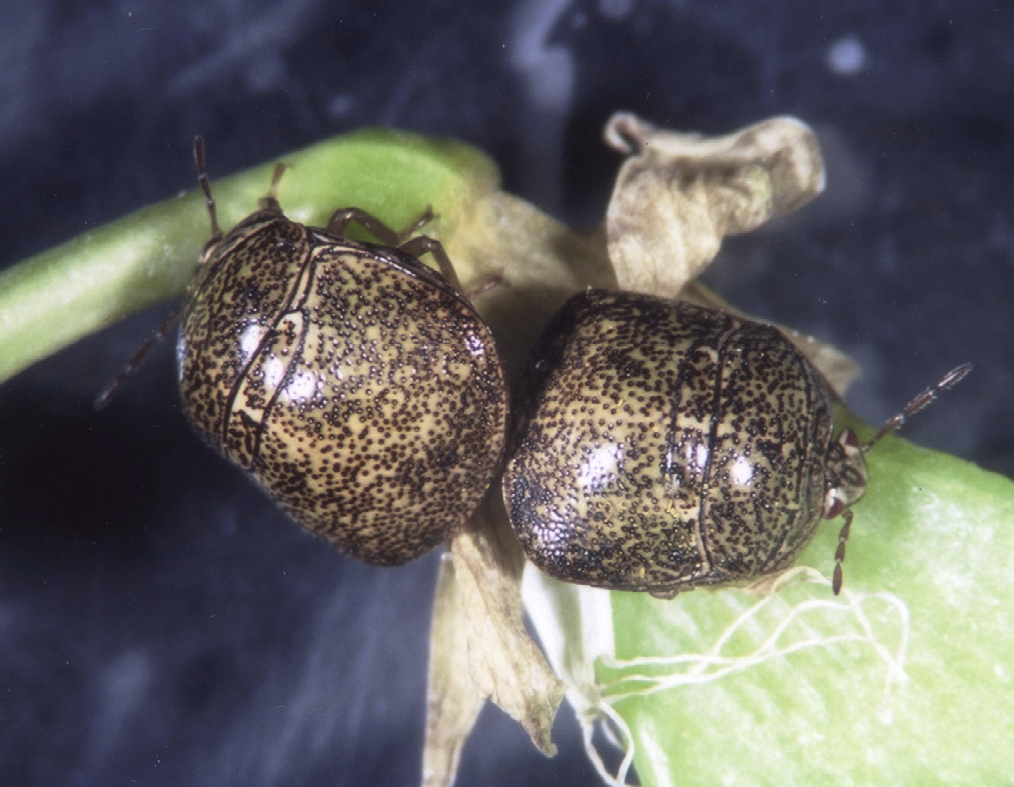
Megacopta punctatissima

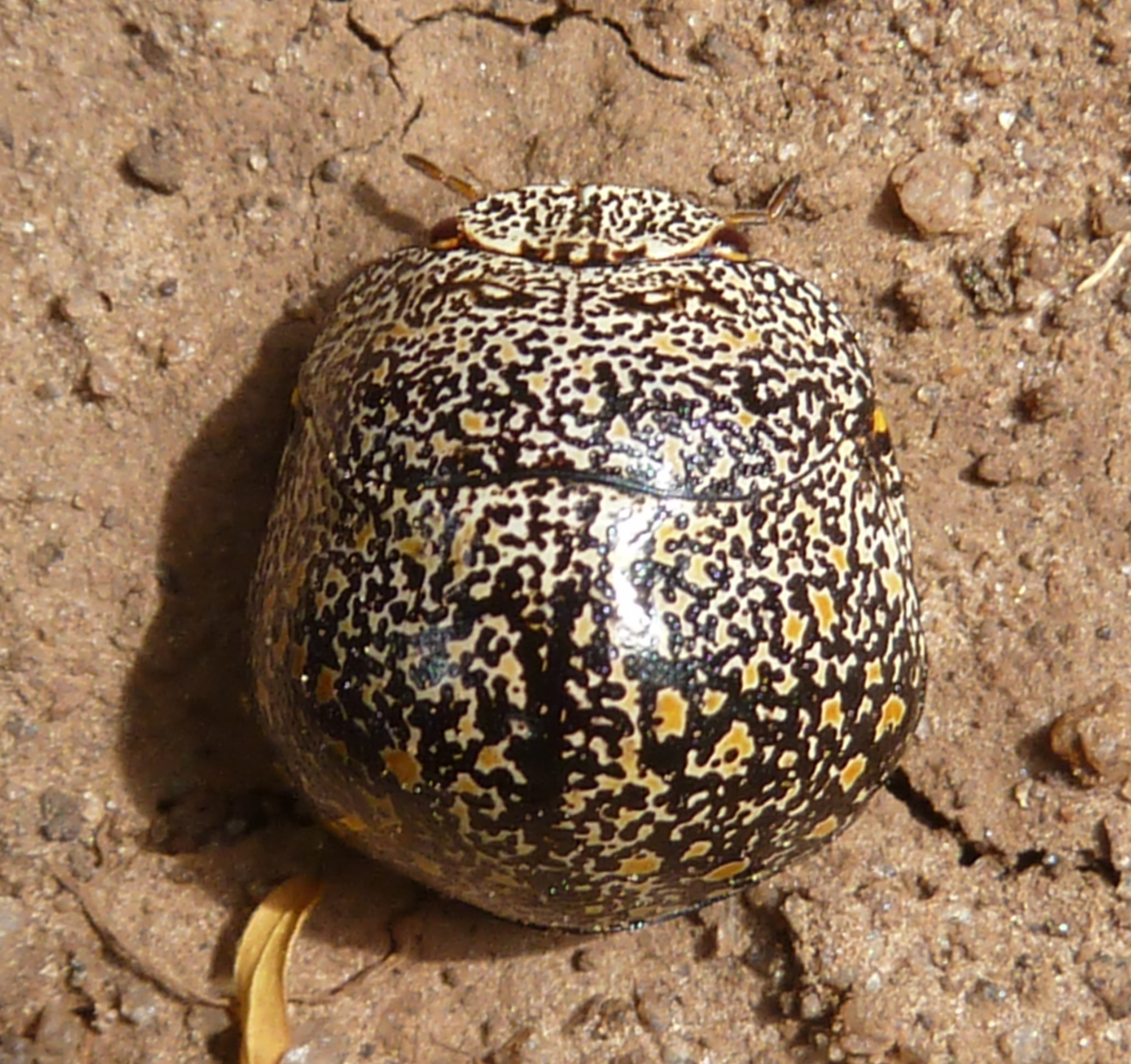
Przedstawiciel rodzaju Libyaspis

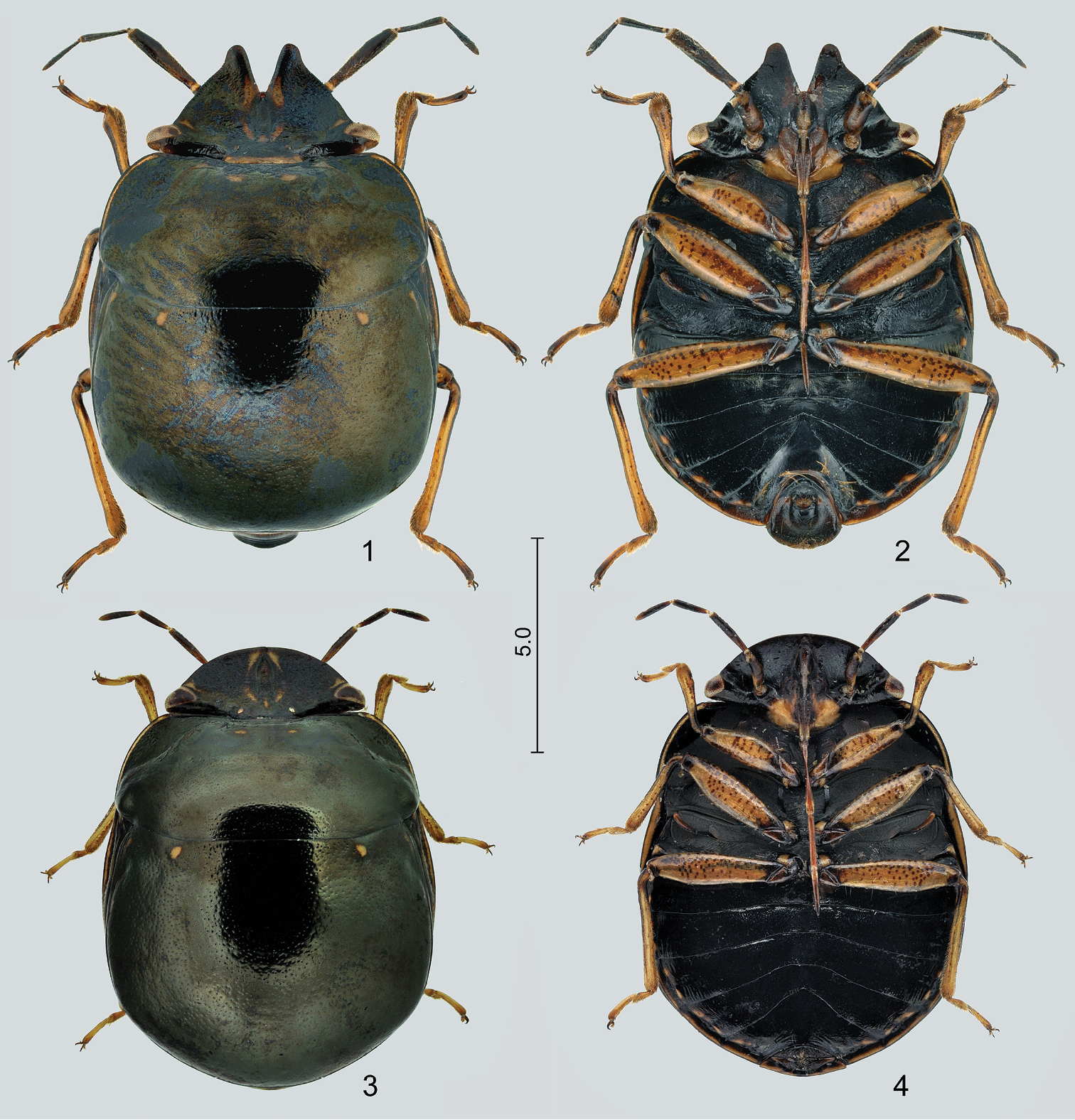
Claviplatys henryi; 1 i 2: holotypowy samiec, 3 i 4 paratypowa samica

Pawężowate (Plataspidae) – rodzina pluskwiaków z  podrzędu różnoskrzydłych i nadrodziny tarczówek. Obejmuje około 530 opisanych gatunków. Mają krępe i silnie wypukłe ciała. Zamieszkują wszystkie kontynenty półkuli wschodniej, głównie w strefie tropikalnej i subtropikalnej. Żywią się sokami roślin. Niektóre gatunki notowane są jako szkodniki, głównie roślin strączkowych. W zapisie kopalnym znane są od eocenu.

## Morfologia
Pluskwiaki o jajowatym lub niemal kolistym w obrysie, krępym, silnie wypukłym z wierzchu ciele długości od 2 do 20 mm. U licznych gatunków jest ono tak szerokie jak długie lub wręcz szersze niż dłuższe. Ogólnym wyglądem przywodzą na myśl chrząszcze. Brzegi ciała pozbawione są długich szczecinek i włosków. W ich ubarwieniu występują głównie: czerń, różne odcienie żółcieni i brązu oraz czerwień. Głowa jest spłaszczona i zaopatrzona w kil. U niektórych gatunków afrykańskich obecne są także, powstałe z przekształcenia płytek żuwaczkowych, rogi, które bywają bardzo długie lub rozwidlone. Czułki osadzone są na wzgórkach położonych poniżej bocznych krawędzi głowy i wskutek tego niewidocznych patrząc od góry. Czułki budują cztery człony, ale podział pomiędzy drugim a trzecim jest słabo zaznaczony. U części gatunków kłujka ma drugi człon workowato powiększony i spłaszczony, a wówczas spoczywa w nim sprężynowato skręcona część szczeci kłujących.
Tułów ma tarczkę bardzo silnie rozwiniętą i przykrywającą cały lub niemal cały odwłok. Półpokrywy są znacznie dłuższe od ciała. Tylna para skrzydeł zaopatrzona jest w poprzeczne przewężenia, pozwalające na składanie jej pod ogromną tarczką. Odnóża wszystkich par mają dwuczłonowe stopy.
Odwłok cechuje obecność dwóch bruzd na bokach sternitów. U larw grzbietowe gruczoły zapachowe odwłoka uchodzą między tergitami trzecim i czwartym, czwartym i piątym oraz piątym i szóstym, przy czym ujścia tych pierwszych bywają mocno zredukowane. Dziewiąty segment odwłoka ma połączone błoną gonokoksyty oraz stykające się ze sobą i przynajmniej częściowo zakrywające segment dziesiąty laterotergity.

## Biologia i ekologia
Wszystkie gatunki o poznanych preferencjach pokarmowych są fitofagami ssącymi soki roślin. Najczęściej występuje polifagizm i oligofagizm. W Europie większość gatunków żeruje na bobowatych. W przypadku gatunków tropikalnych o bardzo długich szczeciach kłujących sugeruje się mykofagię lub ssanie soków roślinnych przez grubą korę. U kilku gatunków stwierdzono wchodzenie w symbiozę z mrówkami – pluskwiaki dzielą się z nimi spadzią w zamian za ochronę.
W przeciwieństwie do większości tarczówek występujących w Europie pawężowate zimują na tym kontynencie jako larwy (zwykle III i IV stadium), natomiast owady dorosłe żyją dość krótko i spotyka się je od czerwca do sierpnia. W północnej Australii owady zapadają w estywację, niekiedy tworząc na ten czas olbrzymie agregacje na roślinach żywicielskich. W klimacie umiarkowanym na świat przychodzi jedno pokolenie w ciągu roku.
Pawężowate w Chinach porażane są przez parazytoidalną błonkówkę z rodzaju Enarsiella z rodziny oścowatych.

## Rozprzestrzenienie
Rodzina ta zasiedla wszystkie kontynenty półkuli wschodniej. Większość gatunków występuje w strefie tropikalnej i subtropikalnej krain: orientalnej, etiopskiej i australijskiej. W krainie palearktycznej występują one głównie w części azjatyckiej i reprezentowane są przez ponad 100 gatunków. W Europie występuje tylko rodzaj Coptosoma, ograniczony na tym kontynencie  głównie do stanowisk kserotermicznych. W Polsce reprezentuje go tylko pawęża ziołówka (C. scutellatum).

## Taksonomia i ewolucja
Takson ten wprowadzony został w 1851 roku przez Williama Dallasa. Carl Stål w 1864 roku klasyfikował go jako podrodzinę w obrębie tarczówkowatych. Do rangi osobnej rodziny wyniósł je w 1952 roku Dennis Leston. R.H. Cobben w pracy z 1978 roku upatrywał w tarczówkowatych grupy siostrzanej dla pawężowatych. Victor dela Paz Gapud w 1991 roku jako grupę siostrzaną dla pawężowatych wskazał Lestoniidae. Molekularno-morfologiczna analiza filogenetyczna Jocélii Grazii i innych z 2008 wsparła monofiletyzm pawężowatych i umieściła je jako trzecią najbardziej bazalną rodzinę tarczówek po Urostylididae i Saileriolidae.
Najwcześniejszym gatunkiem znanym z zapisu kopalnego tej rodziny jest eoceńska Coptosoma eocenica.
Do 2012 roku opisano około 530 gatunków z tej rodziny. Klasyfikuje się je w 65 rodzajach:
- Aphanopneuma Westwood, 1847
- Arefbea Jessop, 1983
- Bozius Distant, 1901
- Brachyplatys Boisduval, 1835
- Calacta Stål, 1865
- Cantharodes Westwood, 1847
- Capuronia Cachan, 1952
- Catabrachyplatys Cachan, 1952
- Caternaultiella Spinola, 1850
- Ceratocoris White, 1841
- Chinacoris Yang, 1935
- Chinanops Ghauri, 1965
- Claviplatys Rédei & Jindra, 2018
- Codronchus Distant, 1901
- Coptosoma Laporte, 1833
- Coptosomoides China, 1941
- Cratoplatys Montandon, 1894
- Cronion Bergorth, 1891
- Elapheozygum Kuhlgatz, 1900
- Emparka Jessop, 1983
- Erythrosomaspis China, 1931
- Fieberisca Montandon, 1896
- Gabonia Montandon, 1894
- Glarocoris Miller, 1955
- Handlirschiella Montandon, 1893
- Hemitrochostoma Bergroth, 1913
- Heterocrates Amyot & Serville, 1843
- Isoplatys Montandon, 1893
- Kuhlgatsi Bergroth, 1913
- Kuhlgatzia Bergroth, 1913
- Labroplatys Rédei & Bu, 2012
- Libyaspis Kirkaldy, 1902
- Livingstonisca Montandon, 1894
- Madegaschia Montandon, 1894
- Megacopta Hsiao & Jen, 1977
- Merinjakia Distant, 1914
- Montandoneus Kirkaldy, 1904
- Montandonistella Schouteden, 1905
- Neobozius Ahmad & Moizuddin, 1992
- Neotiarocoris Lin & Zhang, 1993
- Niamia Horváth, 1892
- Oncylaspis Stål, 1865
- Oscula Bergroth, 1891
- Paracopta Hsiao & Jen, 1977
- Pelioderma Bergroth, 1892
- Phyllomegacopta Ren, 2000
- Ponsila Stål, 1858
- Ponsilasia Heinze, 1934
- Probaenops White, 1842
- Pseudoponsila Montandon, 1895
- Psocotoma Cachan, 1952
- Schizometopus Montandon, 1894
- Scleropelta Stål, 1876
- Severiniella Montandon, 1894
- Spathocrates Montandon, 1893
- Strombosa Amyot & Serville, 1843
- Tarichea Stål, 1865
- Tiarocoris Vollenhoven, 1863
- Tetrisia Walker, 1867
- Teuthocoris Miller, 1955
- Thyreoprana Heinze, 1940
- Triodocoris Miller, 1955
- Tropidotylus Stål, 1876
- Vetora Schouteden, 1918
- Vigetus Distant, 1901

## Znaczenie gospodarcze
W krainie orientalnej i australijskiej niektóre gatunki notowane są jako groźne szkodniki roślin strączkowych, np.: Megacopta cribraria – wspięgi pospolitej w Pakistanie i Indiach, Coptosoma nubila – nikli indyjskiej, Brachyplatys testudonigra – gliricidii, a Coptosoma punctatissimum – fasoli nerkowatej i soi warzywnej w Japonii. Ponadto przedstawicieli rodzaju Coptosoma notuje się jako szkodniki trzciny cukrowej, batatów, ryżu i sandałowca białego.